# Duvet
Duvet è un singolo del gruppo musicale britannico Bôa, pubblicato dalla Polystar Records il 5 agosto 1998. Composto dalla cantante Jasmine Rodgers, divenne noto per essere stato utilizzato come sigla d'apertura dell'anime Serial Experiments Lain, per il quale fu anche remixato dal disc jockey Chikada Wasei come Cyberia Remix e pubblicato in un maxi-singolo dalla Pioneer nel 2001.

## Tracce

### CD:PSDR-5310
1. Duvet – 3:24
2. Deeply – 4:34

### CD: 01042
1. Duvet – 3:23
2. Twilight – 3:47
3. Fool – 5:03
4. Duvet (Cyberia Remix) – 5:20

## Formazione
- Steve Rodgers – chitarra acustica, chitarra elettrica
- Paul Turrell – tastiere, percussioni
- Alex Caird – basso elettrico
- Jasmine Rodgers – voce
- Ben Henderson – chitarra acustica, chitarra elettrice, percussioni
- Lee Sullivan - batteria